# 아코니틴
아코니틴(Aconitine)은 투구꽃의 알칼로이드 독이다.